# Lake Darby (Ohio)
Lake Darby es un lugar designado por el censo ubicado en el condado de Franklin en el estado estadounidense de Ohio. En el Censo de 2010 tenía una población de 4592 habitantes y una densidad poblacional de 506,13 personas por km².

## Geografía
Lake Darby se encuentra ubicado en las coordenadas 39°57′44″N 83°13′11″O / 39.96222, -83.21972. Según la Oficina del Censo de los Estados Unidos, Lake Darby tiene una superficie total de 9.07 km², de la cual 8.97 km² corresponden a tierra firme y (1.14%) 0.1 km² es agua.

## Demografía
Según el censo de 2010, había 4592 personas residiendo en Lake Darby. La densidad de población era de 506,13 hab./km². De los 4592 habitantes, Lake Darby estaba compuesto por el 92.36% blancos, el 2.59% eran afroamericanos, el 0.33% eran amerindios, el 1.52% eran asiáticos, el 0% eran isleños del Pacífico, el 1.39% eran de otras razas y el 1.81% pertenecían a dos o más razas. Del total de la población el 3.09% eran hispanos o latinos de cualquier raza.